# ياسر سليمان
ياسر سليمان هو أكاديمي فلسطيني، رئيس معهد الدوحة للدراسات العليا بالوكالة ومدير مركز الوليد للدراسات الإسلامية في جامعة كامبريدج، حاصل على وسام الامبراطورية البريطانية برتبة قائد لخدماته البحثية.
وقد اختير ليكون الوصي على الجائزة العالمية للرواية العربية (مابين 2007-2009).

## مؤلفاته (بالإنكيزية)
- (2016) Being Palestinian: Personal Reflections on Palestinian Identity in the Diaspora، جامعة إدنبرة، ISBN 1474405398
- (2013) Arabic in the Fray: Language Ideology and Cultural Politics، صحافة جامعة إدنبرة، ISBN 978-0748680313
- (2004) A War of Words: Language and Conflict in the Middle East، صحافة جامعة كامبرج، ISBN 0-521-83743-X
- (2003) The Arabic Language and National Identity: A Study in Ideology، صحافة جامعة جورج تاون، ISBN 0-87840-395-7
- (2000) The Arabic Grammatical Tradition: A Study in Ta'lil، صحافة جامعة إدنبرة، ISBN 0-7486-0697-1

## روابط خارجية
- ياسر سليمان على موقع العربي